# Maloya
Maloya – gatunek muzyczny i styl tańca, obok segi narodowy taniec wyspy Reunion na Oceanie Indyjskim. Typowy dla maloyi jest zdecydowany rytm o proweniencji afrykańskiej. Tańce oraz teksty śpiewane w języku kreolskim. Istnieje wiele odmian, różniących się rytmem i kontekstem. Do najbardziej tradycyjnych należą maloya piké (popularna odmiana śpiewana) oraz servis kabaré, czyli akompaniament do rytuałów związanych z kultem przodków.

## Historia
Maloya wywodzi się z tańców afrykańskich niewolników, przywiezionych na Mauritius & Reunion w XVIII w., którzy od początku używali instrumentów nieznanych gdzie indziej, często improwizując przy pomocy przypadkowo znalezionych przedmiotów.

## Instrumentarium
W tradycyjnej formie podstawowe dla maloyi są zasadniczo trzy instrumenty: roulèr (rouleur) – rodzaj dużego bębna, bob (bobre), podobny do brazylijskiego berimbau oraz kayamb (kayanm), odmiana grzechotki wypełnionej nasionami.
W 2009 roku maloya została wpisana na listę Światowego Dziedzictwa Ludzkości